# Pavlovice (district de Benešov)
Pour les articles homonymes, voir Pavlovice.
Pavlovice (en allemand : Pawlowitz) est une commune du district de Benešov, dans la région de Bohême-Centrale, en République tchèque. Sa population s'élevait à 249 habitants en 2020.

## Géographie
Pavlovice se trouve à 3 km au nord-est du centre de Vlašim, à 20 km à l'est-sud-est de Benešov et à 54 km au sud-est de Prague.
La commune est limitée par Ctiboř au nord, par Kladruby et Rataje à l'est, par Řimovice au sud et par Vlašim à l'ouest.

## Histoire
La première mention écrite de la localité date de 1344.